# ねこ座
ねこ座（ねこざ、猫座、Felis）は、現在使われていない星座の1つ。うみへび座とポンプ座の間にあったが、現在の88星座には選ばれていない。

## 主な天体
- HD 85951：現在はうみへび座にある。2018年6月1日、国際天文学連合 (IAU) の恒星の命名に関するワーキンググループ (Working Group on Star Names, WGSN) によって、Felis という固有名が認証された[3]。HD 85951は、ボーデの星図において「ねこ座c星」とされたと見られている[2]。

## 由来と歴史

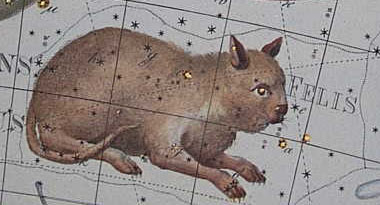
ボーデの星図に描かれたねこ座

1799年にジェローム・ラランドが考案し、1801年にヨハン・ボーデの星図『ウラノグラフィア』に初めて描かれた。ラランドは「3つの飼い犬（おおいぬ座、こいぬ座、りょうけん座）と3つの野生の猫（しし座、こじし座、やまねこ座）の星座があるのに、飼い猫の星座は1つもない」と嘆くほどの愛猫家として知られていたという。ラランドは「クロード・アントワーヌ・ギヨ・デゼルビエ (fr:Claude-Antoine Guyot-Desherbiers) の詩に触発されて、自分の猫を天空に加えることとした」としていた。

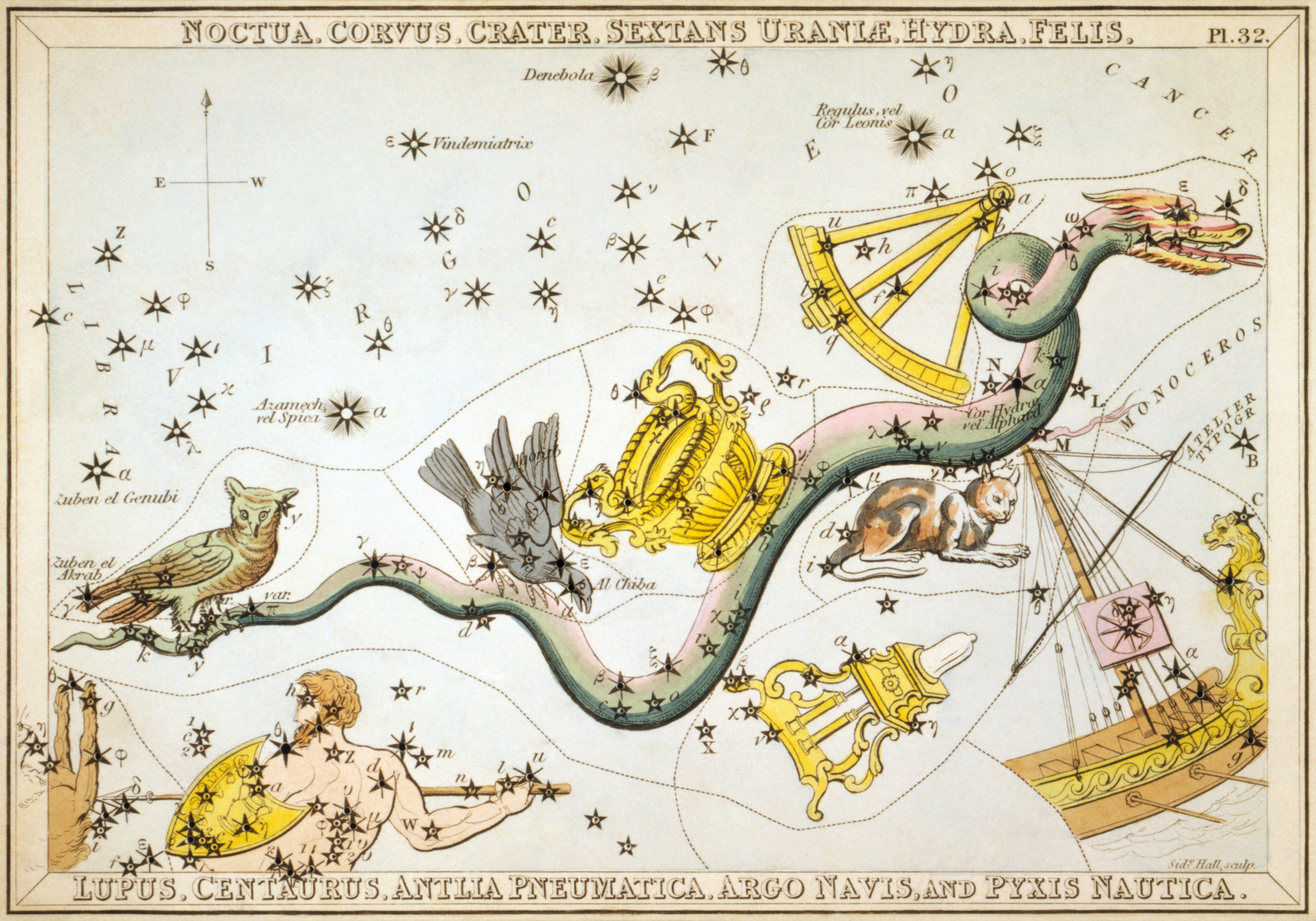
『ウラニアの鏡』に描かれたねこ座

ボーデの星図に描かれたことによって、ねこ座は19世紀を通じて星図作成者からの支持を得ることができた。アレクサンダー・ジェイミソンは1822年に刊行した Celestial Atlas（いわゆる『ジェミーソン星図』）の中でねこ座を描いた。その模倣である『ウラニアの鏡』でも32枚目のプレートにねこ座が描かれている。1878年に刊行されたサイモン・ニューカムの Popular Astronomy にもねこ座の姿が見られる。19世紀末のアメリカのアマチュア博物学者リチャード・ヒンクリー・アレンは、1899年に刊行した著書 Star Names: Their Lore and Meaning の中で「1878年にアンジェロ・セッキが作成した天球儀に描かれた」としているが、2015年現在この天球儀が実在したことを示す痕跡は遺されていない。1888年に刊行された Eliza A. Bowen の Astronomy By Observation に描かれたのを最後に、一般的な星図から姿を消しており、1922年にIAUが現行の88星座を定めた際にも選ばれなかった。
近代になって作られた星座であるため、古来の伝承はない。自然科学研究機構核融合科学研究所が2017年から採用しているイメージキャラクター「ヘリカちゃん」には「ねこ座から来た」とする設定がある。また、円谷プロダクション製作の1997年のアニメ映画『ウルトラニャン』では、主人公の「ニャン」はねこ座のフェリス星から来たと設定されている。